# Curling al XVI Festival olimpico invernale della gioventù europea
Il torneo di curling al XVI Festival olimpico invernale della gioventù europea si è svolto dal 23 al 27 gennaio 2023 al Palaghiaccio "Alceo della Valentina" di Claut, in Italia.
È stato disputato un unico torneo a squadre miste con atleti e atlete nati esclusivamente nel 2006 e 2007.

## Programma
| Data       | Ora (UTC+1)   | Evento              |
| ---------- | ------------- | ------------------- |
| 22 gennaio | 13:00 - 18:00 | Allenamento         |
| 23 gennaio | 08:30 - 19:00 | Fase a gironi       |
| 24 gennaio | 09:30 - 17:00 | Fase a gironi       |
| 25 gennaio | 08:30 - 19:00 | Fase a gironi       |
| 26 gennaio | 09:30 - 17:00 | Fase a gironi       |
| 27 gennaio | 09:00 - 16:00 | Semifinali e finali |

## Podi

### Torneo misto
| Evento                  | Oro                                                                | Argento                                                         | Bronzo                                                              |
| Torneo misto (dettagli) | Svizzera Felix Lüthold Zoe Schwaller Jonas Feierabend Anja von Arx | Germania Lukas Jäger Joy Sutor Leonhard Angrick Pauline Walther | Lettonia Kristaps Zass Agate Regža Toms Sondors Marija Seļiverstova |

## Medagliere
| Pos.   | Paese    | Oro | Argento | Bronzo | Totale |
| ------ | -------- | --- | ------- | ------ | ------ |
| 1      | Svizzera | 1   | 0       | 0      | 1      |
| 2      | Germania | 0   | 1       | 0      | 1      |
| 3      | Lettonia | 0   | 0       | 1      | 1      |
| Totale | Totale   | 1   | 1       | 1      | 3      |